# Veliki Kal, Ivančna Gorica
Veliki Kal este o localitate din comuna Ivančna Gorica, Slovenia, cu o populație de 20 de locuitori.